# El Castaño
El Castaño, (El Cambur) pueblo situado en el estado Aragua, Venezuela. El territorio está dominado por la cuenca hidrográfica del río Aguas Calientes. Su topografía es de naturaleza montañosa. El angosto valle por donde discurre el río Aguas Calientes sirve de entrada a los vientos provenientes del mar.
- Datos: Q130101218